# ثوروفیر (ویرجینیا)
ثوروفیر (به انگلیسی: Thoroughfare) یک منطقهٔ مسکونی در ایالات متحده آمریکا است که در شهرستان پرنس ویلیام، ویرجینیا واقع شده‌است.